# So Many Roads (John P. Hammond)
So Many Roads è il terzo album di John P. Hammond, pubblicato dalla Vanguard Records nel 1965.

## Tracce
Lato A
1. Down in the Bottom – 3:00 (Willie Dixon)
2. Long Distance Call – 3:18 (Muddy Waters)
3. Who Do You Love – 3:00 (Ellas McDaniel)
4. I Want You to Love Me – 4:05 (Muddy Waters)
5. Judgment Day – 3:25 (Robert Johnson; con testi aggiunti di John Hammond)
6. So Many Roads, So Many Trains – 2:40 (Marshall Paul)

Durata totale: 19:28
Lato B
1. Rambling Blues – 3:19 (Robert Johnson)
2. O Yea! – 3:32 (Ellas McDaniel)
3. You Can't Judge a Book by the Cover – 3:28 (Willie Dixon)
4. Gambling Blues – 3:08 (Lil Son Jackson)
5. Baby, Please Don't Go – 2:18 (Big Joe Williams)
6. Big Boss Man – 2:41 (Luther Dixon, Al Smith)

Durata totale: 18:26
Edizione CD del 2001 (dal titolo: So Many Roads: The Complete Sessions, pubblicato dalla Vanguard Records (VMD 79178) 
1. Down in the Bottom – 3:01 (Willie Dixon)
2. Long Distance Call – 3:18 (Muddy Waters)
3. Who Do You Love – 3:00 (Ellas McDaniel)
4. I Want You to Love Me – 4:05 (Muddy Waters)
5. Judgment Day – 3:22 (Robert Johnson; con testi aggiunti di John P. Hammond)
6. So Many Roads, so Many Trains – 2:40 (Marshall Paul)
7. Rambling Blues – 3:15 (Robert Johnson)
8. O Yea! – 3:32 (Ellas McDaniel)
9. You Can't Judge a Book by the Cover – 3:28 (Willie Dixon)
10. Gambling Blues – 3:10 (Lil Son Jackson)
11. Baby, Please Don't Go – 2:19 (Big Joe Williams)
12. Big Boss Man – 2:40 (Luther Dixon, Al Smith)
13. I Wish You Would – 2:48 (Billy Boy Arnold) – Bonus Track
14. Travelling Riverside – 2:53 (Robert Johnson) – Bonus Track
15. They Call It Stormy Monday – 4:07 (T-Bone Walker) – Bonus Track
16. Statesboro Blues – 3:20 (Blind Willie McTell) – Bonus Track
17. Keys to the Highway – 3:11 (Big Bill Broonzy) – Bonus Track
18. I Just Got Here – 4:33 (Robert Johnson) – Bonus Track
19. I'm a Man – 3:16 (Ellas McDaniel) – Bonus Track
20. Backdoor Man – 4:17 (Chuck Berry) – Bonus Track
21. Baby Won't You Tell Me – 2:38 (John P. Hammond) – Bonus Track
22. I Can't Be Satisfied – 3:14 (Muddy Waters) – Bonus Track
23. Shake for Me – 2:40 (Willie Dixon) – Bonus Track
24. I'm Leavin' You – 3:18 (Willie McTell) – Bonus Track

Durata totale: 78:05

## Musicisti
- John P. Hammond - chitarra, voce
- John P. Hammond - armonica (brani: CD - #15, #16, #17, #18, #19, #20, #21, #22, #23 e #24)
- Charlie Musselwhite - armonica (brani: CD - #1, #2, #3, #4, #5, #6, #7, #8, #9, #10, #11, #12, #13 e #14)
- Robbie Robertson - chitarra (brani: CD - #1, #2, #3, #4, #5, #6, #7, #8, #9, #10, #11, #12, #13 e #14)
- Eddie Hinton - chitarra (brani: CD - #22, #23 e #24)
- Billy Butler - chitarra elettrica (brani: CD - #15, #16, #17, #18, #19, #20 e #21)
- James Spruill - chitarra elettrica (brani: CD - #15, #16, #17, #18, #19, #20 e #21)
- Duane Allman - chitarra solista (brani: CD - #23 e #24)
- Mike Bloomfield - pianoforte (brani: CD - #1, #2, #3, #4, #5, #6, #7, #8, #9, #10, #11, #12, #13 e #14)
- Donald Cook - pianoforte (brani: Judgment Day, So Many Roads, So Many Trains, O Yea! e Baby, Please Don't Go)[1]
- Barry Beckett - tastiere (brani: CD - #22, #23 e #24)
- Eric Garth Hudson - organo (brani: CD - #1, #2, #3, #4, #5, #6, #7, #8, #9, #10, #11, #12, #13 e #14)
- Barry Goldberg - organo (brano: CD - #18)
- Jimmy Lewis - basso (brani: CD - #1, #2, #3, #4, #5, #6, #7, #8, #9, #10, #11, #12, #13 e #14)
- David Hood - basso (brani: CD - #22, #23 e #24)
- Mark Levon Helm - batteria (brani: CD - #1, #2, #3, #4, #5, #6, #7, #8, #9, #10, #11, #12, #13 e #14)
- Bobby Donaldson - batteria (brani: CD - #15, #16, #17, #18, #19. #20)
- Roger Hawkins - batteria (brani: CD - #22, #23 e #24)